# Бусенак
Бусенак (фр. Boussenac) насеље је и општина у јужној Француској у региону Миди Пирене, у департману Арјеж која припада префектури Сен Жирон.
По подацима из 2011. године у општини је живело 194 становника, а густина насељености је износила 7,46 становника/km². Општина се простире на површини од 26 km². Налази се на средњој надморској висини од 795 метара (максималној 1.645 m, а минималној 636 m).

## Демографија
| 1962. | 1968. | 1975. | 1982. | 1990. | 1999. | 2011. |
| ----- | ----- | ----- | ----- | ----- | ----- | ----- |
| 205   | 306   | 227   | 213   | 172   | 184   | 194   |

График промене броја становника у току последњих година